# Новофёдоровское
Поселе́ние Новофёдоровское — бывшее поселение (муниципальное образование и административная единица) в составе Троицкого административного округа города Москвы. Упразднено 8 мая 2024 года в процессе административно-территориальной реформы ТиНАО. Правопреемником поселения Новофедоровское являются органы местного самоуправления и управа района Бекасово.
Образовано в 2005 году, включило 25 населённых пунктов позже упразднённого Новофёдоровского сельского округа. Согласно проекту расширения территории Москвы, с 1 июля 2012 года включено в состав города.
Административный центр — деревня Яковлевское.
Глава поселения и председатель Совета депутатов — Рузаева Надежда Валентиновна, глава администрации — Шутиков Александр Викторович.
По принятому в 2024 году закону города поселение преобразуется, части его территории отходят муниципальным округам Бекасово и Вороново .

## Географические данные
Общая площадь — 150,8 км².
Поселение Новофёдоровское расположено на северо-западе Троицкого административного округа. Поселение граничит с:
территориями ТАО:
- поселением Михайлово-Ярцевское (на юго-востоке),
- поселением Вороновское (на юге),
- поселением Киевский (на юго-западе);

Наро-Фоминским городским округом — на западе, севере, северо-востоке и востоке.

## Население
| 2010    | 2012    | 2013    | 2014  | 2015  | 2016  | 2017  | 2018  | 2019  | 2020  |
| ------- | ------- | ------- | ----- | ----- | ----- | ----- | ----- | ----- | ----- |
| 6034    | ↗6160   | ↗6434   | ↗6453 | ↗6546 | ↗6648 | ↗6702 | ↗6846 | ↗6943 | ↗7381 |
| 2021    | 2023    | 2024    |       |       |       |       |       |       |       |
| ↗17 781 | ↗21 725 | ↗23 187 |       |       |       |       |       |       |       |

### Национальный состав
По итогам переписи населения 2020 года проживали следующие национальности (национальности менее 0,1 % и другое, см. в сноске к строке «Другие»):
| Национальность | Численность, чел. | Доля     |
| -------------- | ----------------- | -------- |
| Русские        | 15 465            | 86,97 %  |
| Армяне         | 214               | 1,20 %   |
| Узбеки         | 154               | 0,87 %   |
| Молдаване      | 143               | 0,80 %   |
| Таджики        | 136               | 0,76 %   |
| Татары         | 126               | 0,71 %   |
| Украинцы       | 110               | 0,62 %   |
| Киргизы        | 64                | 0,36 %   |
| Грузины        | 51                | 0,29 %   |
| Азербайджанцы  | 50                | 0,28 %   |
| Белорусы       | 39                | 0,22 %   |
| Казахи         | 30                | 0,17 %   |
| Калмыки        | 24                | 0,13 %   |
| Корейцы        | 22                | 0,12 %   |
| Туркмены       | 20                | 0,11 %   |
| Другие         | 1133              | 6,39 %   |
| Итого          | 17 781            | 100,00 % |

## Состав поселения
| №  | Населённый пункт | Тип населённого пункта          | Население | ОКАТО          |
| -- | ---------------- | ------------------------------- | --------- | -------------- |
| 1  | Алымовка         | деревня                         | ↗11       | 45 298 567 102 |
| 2  | Архангельское    | деревня                         | ↗12       | 45 298 567 103 |
| 3  | Белоусово        | деревня                         | ↘24       | 45 298 567 104 |
| 4  | Голохвастово     | деревня                         | ↘0        | 45 298 567 105 |
| 5  | Долгино          | деревня                         | →0        | 45 298 567 106 |
| 6  | Зверево          | деревня                         | ↗50       | 45 298 567 107 |
| 7  | Зосимова Пустынь | посёлок                         | ↗23       | 45 298 567 108 |
| 8  | Игнатово         | деревня                         | ↗3        | 45 298 567 109 |
| 9  | Капустинка       | посёлок                         | ↘5        | 45 298 567 110 |
| 10 | Круги            | посёлок                         | ↘0        | 45 298 567 111 |
| 11 | Кузнецово        | деревня                         | ↗774      | 45 298 567 112 |
| 12 | Лукино           | деревня                         | →0        | 45 298 567 113 |
| 13 | Малеевка         | деревня                         | ↗1        | 45 298 567 114 |
| 14 | Новиково         | деревня                         | ↗10       | 45 298 567 115 |
| 15 | Ожигово          | деревня                         | ↗102      | 45 298 567 116 |
| 16 | Пахорка          | деревня                         | ↗38       | 45 298 567 117 |
| 17 | Рассудово        | посёлок                         | ↗327      | 45 298 567 118 |
| 18 | Рассудово        | деревня                         | ↗269      | 45 298 567 119 |
| 19 | Руднево          | деревня                         | ↗187      | 45 298 567 120 |
| 20 | Талызина         | хутор                           | ↗24       | 45 298 567 121 |
| 21 | Фёдоровское      | деревня                         | ↘3        | 45 298 567 122 |
| 22 | Хмырово          | деревня                         | ↘0        | 45 298 567 123 |
| 23 | Хутора Гуляевы   | хутор                           | ↗6        | 45 298 567 124 |
| 24 | Юрьево           | деревня                         | ↗27       | 45 298 567 125 |
| 25 | Яковлевское      | деревня, административный центр | ↘4138     | 45 298 567 101 |

Также в состав поселения входят 43 СНТ.

## История
Ново-Фёдоровский сельсовет был образован в 1921 году в составе Ташировской волости Наро-Фоминского уезда Московской губернии путём реорганизации Александровского сельсовета, а в начале 1923 года вошёл в состав образованной Наро-Фоминской волости Звенигородского уезда.
По данным Всесоюзной переписи населения 1926 года в сельсовет входили деревня Ново-Фёдоровка, деревня Александровка и лесная сторожка при ней, а также железнодорожная будка.
В 1929 году Новофёдоровский сельсовет вошёл в состав Наро-Фоминского района образованной Московской области.
21 мая 1959 года сельсовету были переданы населённые пункты Кузнецово, Руднево, Сотниково и Яковлевское упразднённого Рассудовского сельсовета, посёлок Мыза, территории дома инвалидов № 6 и подсобного хозяйства Наро-Фоминского торга Алабинского сельсовета, а также селения Афанасово, Ивановка, Мачихино, Могутово и Савеловка Атепцевского сельсовета.
В 1963 году Наро-Фоминский район был упразднён, и до начала 1965 года Новофёдоровский сельсовет находился в составе Звенигородского укрупнённого сельского района, после чего был передан восстановленному Наро-Фоминскому району.
Решением Московского областного исполнительного комитета от 17 августа 1965 года № 696 в состав Новофёдоровского сельсовета вошли селения Белоусово, Голохвостово, Гуляево, Долгино, Зверево, Игнатово, Лисинцево, Лукино, Малеевка, Новиково, Ожигово, Пахорка, Рассудово, Талызино, Фёдоровка, Хмырово и посёлок учхоза «Юрьевское» Петровского сельсовета.
30 мая 1978 года была ликвидирована и снята с учёта деревня Сотниково.
2 февраля 1982 года на территории Новофёдоровского сельсовета был образован новый рабочий посёлок Киевский, в состав которого вошли железнодорожная платформа Бекасово-Сортировочное, посёлок Бекасово и посёлок железнодорожной платформы Бекасово, а в административное подчинение были переданы селения Мачихино и Пожитково, при этом административный центр сельсовета был перенесён в деревню Яковлевское.
29 октября 1984 года из административного подчинения посёлка Киевский сельсовету были возвращены деревни Мачихино и Пожитково.
Постановлением от 3 февраля 1994 года № 7/6 Московская областная дума утвердила положение о местном самоуправлении в Московской области, согласно которому сельсоветы как административно-территориальные единицы были преобразованы в сельские округа.
В 1999 году в Новофёдоровском сельском округе было 38 населённых пунктов — посёлки Александровка, Базисный Питомник, детского городка Метрополитена, дома отдыха Бекасово, Капустинка, Круги, разъезда Пожитково, станции Мачихино; деревни Алымовка, Архангельское, Афанасовка, Бекасово, Белоусово, Голохвастово, Долгино, Зверево, Ивановка, Игнатово, Кузнецово, Лисинцево, Лукино, Малеевка, Мачихино, Могутово, Новиково, Ожигово, Пахорка, Пожитково, Рассудово, Руднево, Савеловка, Фёдоровское, Хмырово, Шеломово, Юрьево, Яковлевское; хутора Талызина и Хутора Гуляевы.
17 мая 2004 года в состав сельского округа вошёл посёлок Рассудово Петровского сельского округа.
В рамках реформы местного самоуправления и в соответствии с Законом Московской области от 28 февраля 2005 года № 72/2005-ОЗ «О статусе и границах Наро-Фоминского муниципального района и вновь образованных в его составе муниципальных образований» на территории Наро-Фоминского района было образовано сельское поселение Новофёдоровское, в состав которого вошло 25 населённых пунктов позже упразднённого Новофёдоровского сельского округа. Оставшаяся часть селений сельского округа была разделена между городскими поселениями Киевский, Наро-Фоминск и Селятино.
Постановлением Правительства Российской Федерации от 5 декабря 2008 года № 911 «О переименовании географического объекта в Московской области» посёлок детского городка Метрополитена был переименован в посёлок Зосимова Пустынь.
1 июля 2012 года в результате реализации проекта расширения территории Москвы сельское поселение Новофёдоровское вошло в состав Троицкого административного округа столицы, при этом из его названия было исключено слово «сельское».